# Афонин, Виктор Иванович
Виктор Иванович Афонин (9 апреля 1947 или 8 мая 1947 — 2 апреля 2018) — советский, латвийский хоккеист, вратарь.

## Биография
Начинал играть в команде второй группы класса «А» «Даугава» Рига (1965/66). Четыре сезона выступал за «Водник» Тюмень. В сезоне 1970/71 играл за рижский РВЗ, из которого был приглашён в воскресенский «Химик», за который выступал два сезона в чемпионате СССР. Два сезона отыграл в чемпионате за рижское «Динамо», четыре — за «Торпедо» Горький. Два сезона играл за «Кристалл» Саратов, затем — за латвийские клуба второй лиги. Играл в «Латвияс Берзс» вместе с Артуром Ирбе. А сезоне 1992/93 выступал за «Вецмейстарс».
Скончался 2 апреля 2018 года в возрасте 70 лет.